# Azara alpina
Azara alpina là một loài thực vật có hoa trong họ Liễu. Loài này được Poepp. & Endl. mô tả khoa học đầu tiên năm 1838.